# Gilia latiflora
Gilia latiflora är en blågullsväxtart. Gilia latiflora ingår i släktet gilior, och familjen blågullsväxter.

## Underarter
Arten delas in i följande underarter:
- G. l. cuyamensis
- G. l. davyi
- G. l. elongata
- G. l. latiflora